# Carl August von Steinheil

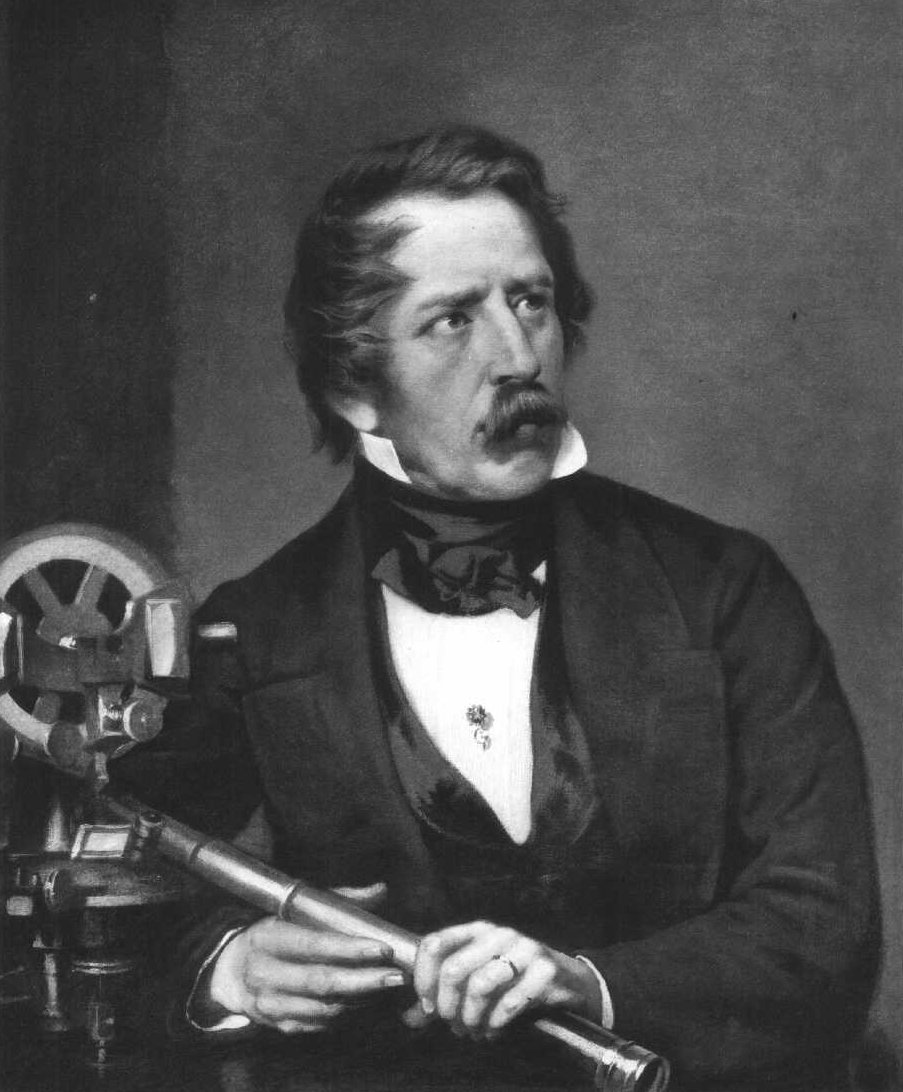
Carl August von Steinheil (Lichtdruck nach einem Porträt von Ludwig Thiersch)

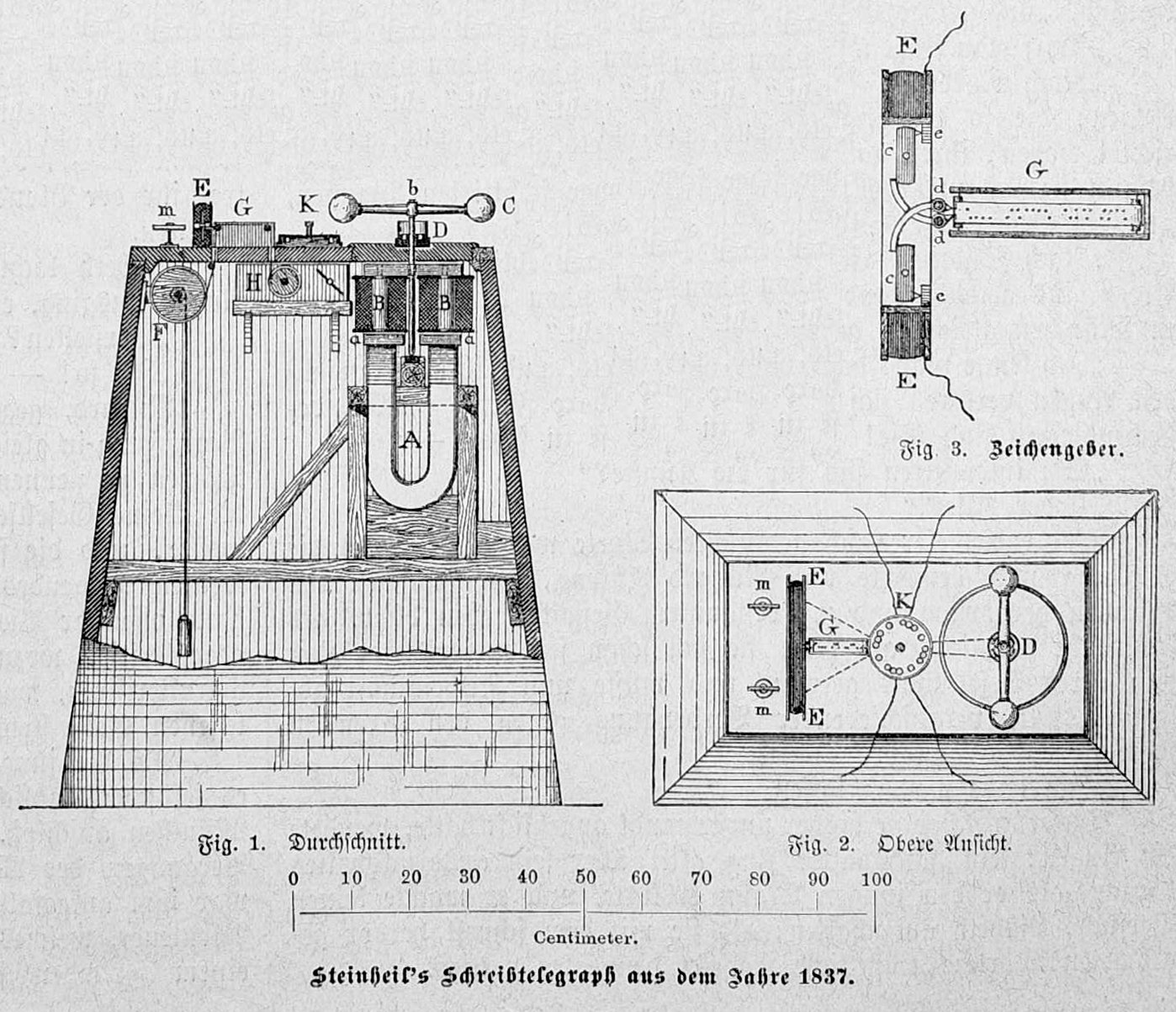
Steinheils Schreibtelegraph (1837)

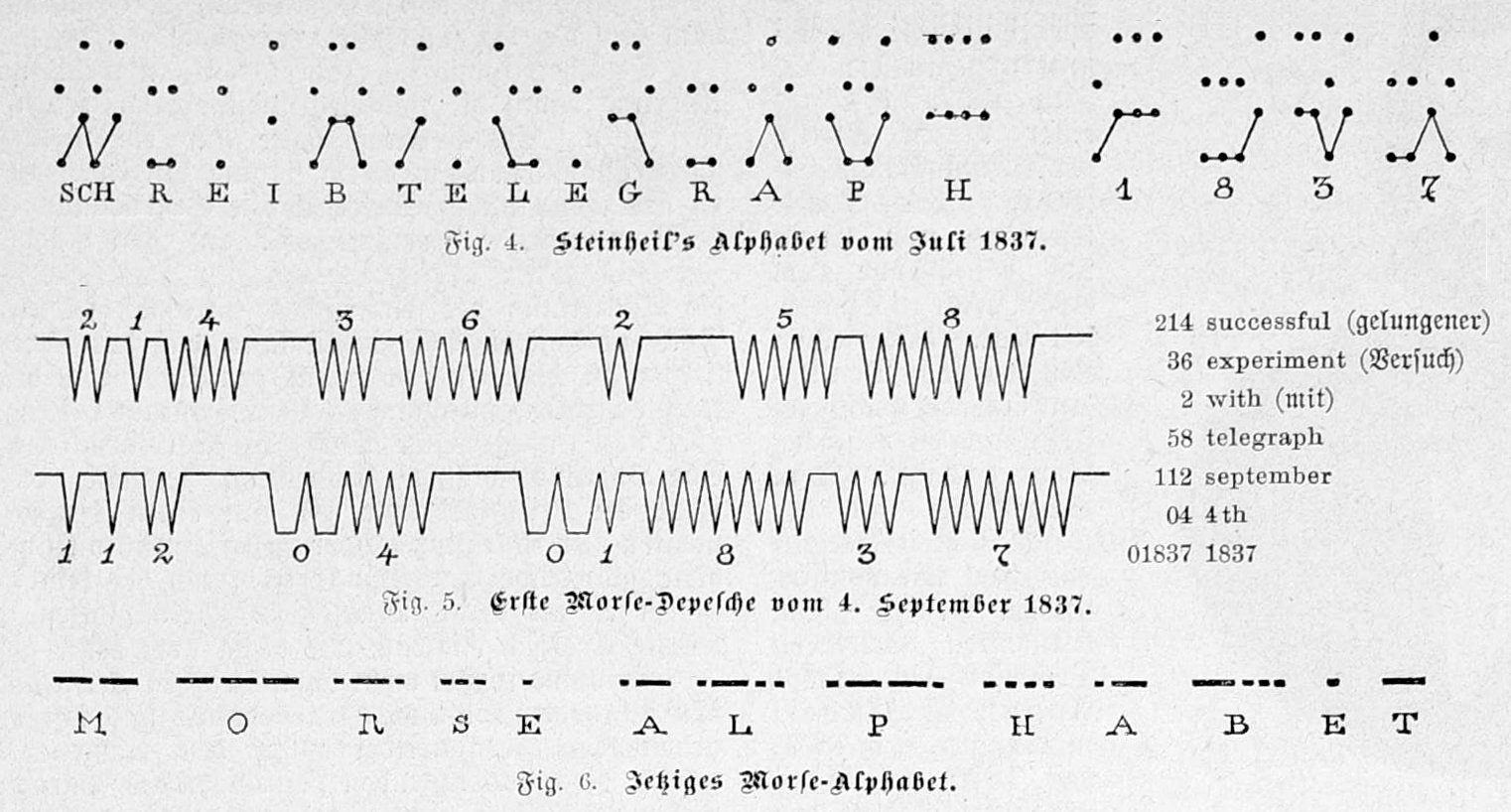
Vergleich der Steinheilschrift mit dem Morse-Alphabet

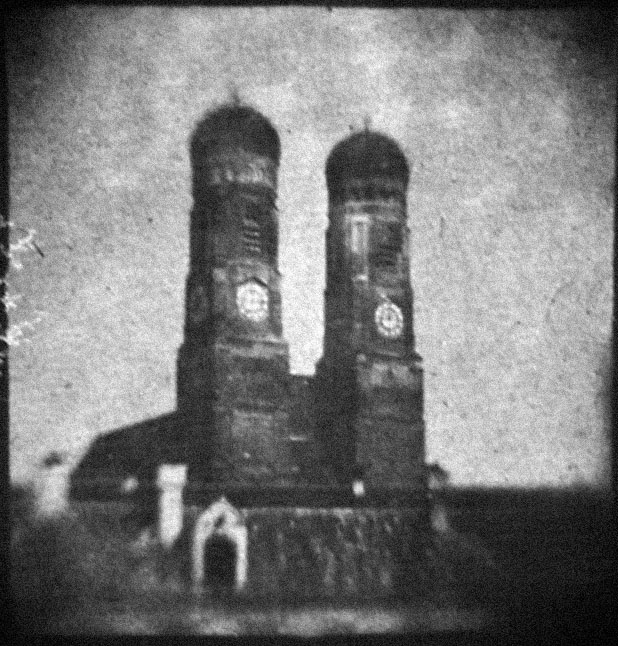
Fotografie der Münchner Frauenkirche nach dem Steinheil-Verfahren (1837)

Carl August von Steinheil (* 12. Oktober 1801 in Rappoltsweiler, Elsass; † 12. September 1870 in München) war ein deutscher Physiker, Astronom, Optiker und Unternehmer.

## Herkunft
Seine Eltern waren Carl Philipp Steinheil (1747–1830) und dessen Ehefrau Christiane Maria Franziska von Biasowski. Sein Vater war General-Rentmeister des Pfalzgrafen Max Josef von Bayern in der Grafschaft Rappoltstein. Die Familie gehörte zum Pfälzer Adel, aber schon Carl Philipp Steinheil hatte den Adel nicht in Bayern eintragen lassen und das von selten verwendet.

## Leben und Wirken
Steinheil studierte ab 1821 an der Friedrich-Alexander-Universität in Erlangen die Rechte, anschließend in Göttingen und bei Friedrich Wilhelm Bessel in Königsberg Astronomie und Physik, wo er mit der Schrift De specialibus coeli chartis elaborandis promoviert wurde. In Erlangen war Steinheil Mitglied der offiziell verbotenen Burschenschaft.
Nach Abschluss des Studiums 1825 lebte er als Privatgelehrter auf dem väterlichen Gut zu Perlachseck, beschäftigt mit astronomischen, physikalischen und mechanischen Arbeiten (Entwicklung seines Prismenkreises). 1833 wurde ein von Steinheil erstelltes Blatt des Sternkartenwerks der Königlich-Preußischen Akademie der Wissenschaften zu Berlin veröffentlicht.  Er wurde 1835 zum Konservator der mathematisch-physikalischen Sammlung des Staates ernannt und gleichzeitig als Professor für Mathematik und Physik an die Universität München berufen.
Steinheil konstruierte und baute 1836 den ersten brauchbaren Schreibtelegrafen (s. Steinheilschrift). Es war der erste Telegraf mit Magnetinduktor als Geber, aber unter den damaligen deutschen Verhältnissen erregte das Gerät nur ein akademisches Interesse. Im Jahr 1838 führte er elektrische Versuche an den Gleisen der Ludwigseisenbahn in Fürth durch. Dabei kam es zu einer praxisbezogenen Wiederentdeckung der elektrischen Leitfähigkeit des Erdbodens (Erdrückleitung). Die prinzipielle Leitfähigkeit des Erdbodens war bereits im Jahr 1803 von Friedrich Heinrich Basse entdeckt worden. Die Wiederentdeckung bedeutete für die Telegrafie eine wesentliche Vereinfachung.
Ab 1837 konstruierte er eine tubusförmige Kamera aus verschiebbaren Pappröhren und fotografierte damit gemeinsam mit seinem Kollegen Franz Ritter von Kobell in München unter anderem die Glyptothek und die Türme der Frauenkirche. Sie verwendeten dazu als lichtempfindliches Material Salzpapier. Die aufgenommenen Negative fotografierten sie nochmals ab und erhielten dadurch Positive. Diese runden Fotos hatten einen Durchmesser von etwa 4 cm. Das Verfahren nannten sie Steinheil-Verfahren. Sie veröffentlichten ihr neues Verfahren vier Monate vor Louis Jacques Mandé Daguerre.
1839 erfand und verwirklichte er das bis heute übliche Prinzip einer Uhrenanlage mit Hauptuhr („Normaluhr“) und mehreren Nebenuhren.
1842 wurde er von der bayerischen Regierung beauftragt, die bayerischen Maße und Gewichte zu regulieren. Im Zusammenhang mit diesen Arbeiten erwarb er sich Verdienste um die Verbesserung der Bier- und Spirituswaagen. Steinheil wurde 1846 von der neapolitanischen Regierung zur Regulierung des dortigen Maß- und Gewichtssystems berufen.
Steinheil bemühte sich immer wieder, in Deutschland elektrische Telegrafenlinien anlegen zu lassen. 1849 unternahm er im Auftrag der bayrischen Regierung eine Inspektionsreise durch die deutschen Länder. Er gab einen Bericht mit Beschreibung der bestehenden elektrischen Telegrafenanlagen. Aus nicht feststellbaren Gründen überging man ihn jedoch bei der Organisation des bayrischen Telegrafenwesens. Deshalb nahm er die Aufforderung der österreichischen Regierung an, das dortige Telegrafenwesen aufzubauen. Er trat als Vorstand des Departements für Telegrafie im Handelsministerium in österreichische Dienste ein und erneuerte und erweiterte das Telegraphensystem für alle Kronländer. Er beteiligte sich 1850 auch an der Gründung des Deutsch-Österreichischen Telegraphenvereins in Dresden. 1851 folgte er einem Ruf der Schweizer Regierung zur Einrichtung des Telegraphenwesens in diesem Land.
1852 kehrte er nach München in seine alte Stellung als Konservator der mathematisch-physikalischen Sammlungen des Staates Bayern zurück. Mit dieser Rückkehr war eine Beförderung zum Ministerialrat im Handelsministerium (bei entsprechender Gehaltserhöhung) verbunden.
Im Jahr seiner Rückkehr nach München erfand Steinheil zusammen mit Léon Foucault eine Methode zur Verspiegelung von Glasoberflächen mittels einer dünnen Silberschicht. Damit war ein entscheidender Schritt für die Entwicklung großer Spiegelteleskope frei, die bald die Refraktoren als leistungsfähigste astronomische Instrumente ablösen sollten. Eine Grundlage für diese Erfindung waren seine wissenschaftlichen Arbeiten zu den Gesetzen der Galvanoplastik.
Steinheil konstruierte außerdem 1865 ein symmetrisches Doppelobjektiv Pyroskop und 1866 den praktisch verzeichnungsfreien chromatischen Aplanat sowie ein Zentrifugalwurfgeschütz.
1855 kam Steinheil einem persönlichen Wunsch des bayrischen Königs Maximilian II. nach und gründete eine optische Werkstätte in Schwabing, die spätere Optisch-astronomische Anstalt C. A. Steinheil & Söhne. Er wurde dabei von seinem Sohn Hugo Adolph Steinheil unterstützt. 1860 trat auch sein zweiter Sohn Eduard Steinheil in die Firma ein. Die Firma wurde ab 1862 von Hugo Adolph Steinheil weitergeführt. Der Betrieb war zeitweise im Schloss Suresnes beheimatet.
Aus dem Unternehmen gingen ausgezeichnete Teleskope, Spektroskope und ein erstes Fotometer hervor, das zur Helligkeitsmessung von Sternen taugte. Das Interesse an der Fotometrie verband C.A. Steinheil mit Ludwig Seidel, der auch nach dem Tode des Gründers als wissenschaftlicher Berater des Unternehmens fungierte.
Er wurde 1835 zum außerordentlichen, 1837 zum ordentlichen Mitglied der Bayerischen Akademie der Wissenschaften gewählt. Im Dezember 1835 wurde er als korrespondierendes Mitglied in die Russische Akademie der Wissenschaften in Sankt Petersburg aufgenommen. 1837 wurde er auch zum korrespondierenden Mitglied der Göttinger Akademie der Wissenschaften gewählt. 1846 wurde er Mitglied der Leopoldina. 1866 wurde er zum korrespondierenden Mitglied der Preußischen Akademie der Wissenschaften gewählt.

## Grabstätte

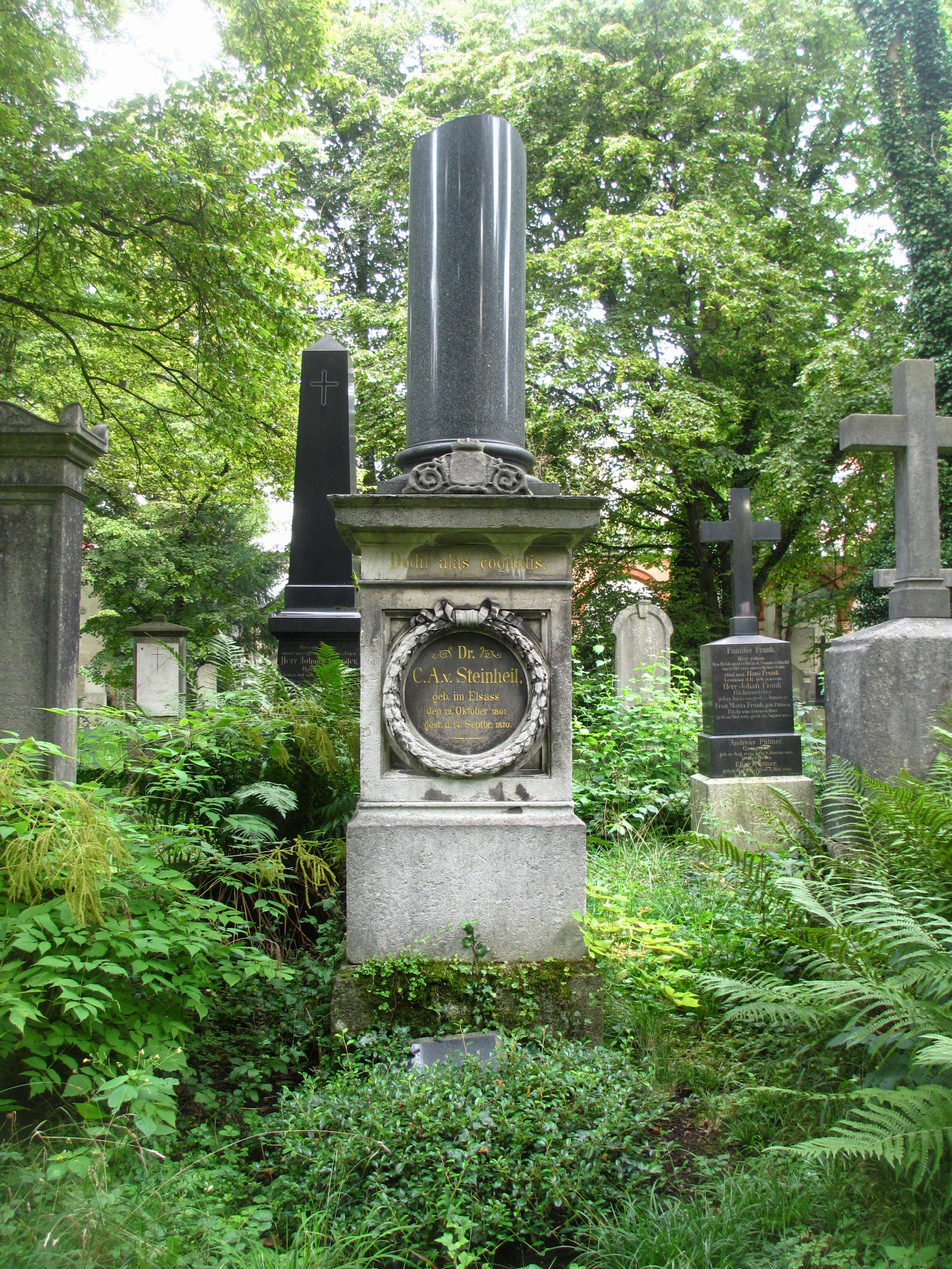
Grab von Carl Steinheil auf dem Alten Südlichen Friedhof in München

Die Grabstätte von Carl Steinheil befindet sich auf dem Alten Südlichen Friedhof in München (Gräberfeld 34 – Reihe 1 – Platz 20/21) Standort.

## Sonstiges
In Berlin befinden sich am Postfuhramt an der Fassade des Erdgeschosses zwischen den Rundbögen der Fenster 25 Medaillons von Persönlichkeiten, die sich Verdienste um das Postwesen erworben haben. Die Nr. 24 ist Steinheil aufgrund seiner Begründung der elektromagnetischen Telegraphie und Konstruktion des ersten Drucktelegraphen gewidmet.
Es gibt einen Asteroiden (30837) Steinheil sowie einen Mondkrater Steinheil,  der zusammen mit dem Krater Watt einen Doppelkrater am südöstlichen Rand des Mondes bildet.
Nach ihm benannt sind Straßen in der Maxvorstadt in München, in Erlangen-Bruck, Ingolstadt, Würzburg und Nürnberg, die Steinheilgasse in Wien-Floridsdorf sowie der Steinheilpfad in Berlin-Lichterfelde.
Im Ortsteil Stöttham der Gemeinde Chieming gibt es den Steinheilhof, der der Familie als Sommersitz dient.

## Familie
Er heiratete am 2. September 1827 in Frankfurt am Main Magaretha Amalie Steinheil, eine Tochter des Kaufmanns Friedrich Christian Jakob Steinheil. Das Paar wohnte auf dem Gut Perlachseck bei München und hatte mehrere Kinder, darunter:
- Wilhelm Eduard (1830–1878) ⚭ 1863 Charlotte Johanna Müller
- Hugo Adolph (1832–1893) ⚭ 1858 Ida Erdinger
- Sophie Luise Marie (* 20. Oktober 1833; † 10. Februar 1859)
- Karl Friedrich (* 3. Juli 1836)
- Sophie Caroline Eugenie (* 1. Juli 1838)
- Charlotte Klara Amalie (* 26. April 1841) ⚭ 1860 Herman Schultz (1823–1890), Professor für Astronomie in Uppsala
- Amalie Franziska Monika (* 17. April 1843)